# 学問芸術論

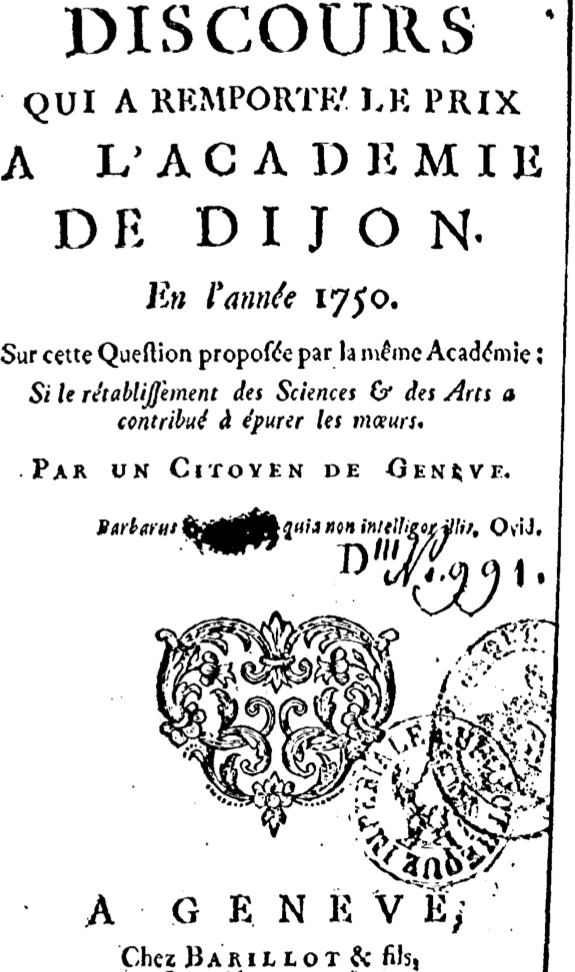
タイトルページ

『学問芸術論』（がくもんげいじゅつろん、仏: Discours sur les sciences et les arts）とは、ジュネーヴ共和国出身でフランスで活動した哲学者ジャン＝ジャック・ルソーが著し、1750年に出版された論文。ディジョンのアカデミーが募集した懸賞論文の当選作であり、ルソーの名を世間に知らしめるきっかけとなった出世作である。
一般通念に反して、学問・芸術によって実際には社会が腐敗・堕落させられていることを指摘・批判した論文であり、後の『人間不平等起源論』『政治経済論』『社会契約論』などに反映される思想の萌芽（高度化・不平等化・形骸化した社会状態に対する嫌悪、自然・素朴さ・徳・実学・愛国心に対する好意）が、既に見てとれる。

## 経緯
1749年10月に、ディジョンのアカデミーによって、1750年度の懸賞論文の課題「学問と芸術の復興は、習俗の純化に寄与したか」が発表され、ルソーは論文の執筆を開始、ディドロに相談しつつ、1750年1月頃に論文を仕上げて発送、7月に当選が発表された。
その後『学問芸術論』は、ディドロの援助で11月に出版され、大きな反響を巻き起こし、翌1751年から1753年までの3年間に為された賛否含む論説は67にのぼった。
巻き起こされた論争の中、ルソー自身、寄せられた批判に応戦し、ポーランド王や、旧知の仲であったリヨンのボルド氏を含む人々と数年に渡って論戦を交わすことで、その後の著作に現れる思想的立場を固めていった。

## 構成
- 序文
- 第1部（学問・芸術がもたらす腐敗の歴史的事例）
- 第2部（学問・芸術自体の考察）

## 内容
第1部では、学問・芸術が習俗に腐敗をもたらしたことが、歴史的事例と共に述べられる。
ビザンティン帝国の首都コンスタンティノープル陥落の影響で、ギリシアの文物がイタリアにもたらされたことで、ルネサンスが始まり、それがフランスへと波及し、文学・学問が隆盛したが、それが実際には人間の精神を虚飾で縛り上げ、隷従状態を強いて、退廃・腐敗をもたらしていること、そしてこうした事態は今日のフランスに特有のものではなく、昔からそうであり、学問・芸術の起源であるエジプトはそれによって周辺民族に支配されるようになり、それが波及したギリシアも、かつての強靭さが失われてマケドニアに支配され、ローマもまた蛮族に蹂躙されることになり、コンスタンティノープルも同様だったこと、また科挙の制度がある中国にしても、それが国家の保全に役立っていないこと、そしてそれらと対照される、学問・芸術による虚飾化・空虚化・腐敗を免れて、素朴な徳性を保持できた集団として、ペルシア人、スキタイ人、ゲルマン人、初期ローマ人などを挙げることができ、ギリシアにおいてはそれはアテナイに対するスパルタ（ラケダイモン）であったこと、また前者の国々の中にも、腐敗を批判し、それに抗った、アテナイのソクラテス（やその弟子のプラトンやクセノポン）、ローマの大カトーといった賢者がいたこと、そして初期ローマのファブリキウスが後のローマを見たら嘆くだろうし、それが今日のフランスで起きていることでもある、といったことが述べられる。
第2部では、そんな腐敗をもたらす学問・芸術自体についての考察が行われる。
学問はエジプトから始まったが、例えば、天文学は迷信から生まれ、雄弁術は野心・憎悪・お世辞・虚偽から生まれ、幾何学は貪欲から、物理学は無益な好奇心から、道徳は人間の傲慢さから生まれたこと、そんな起源に加えて、真理の道には多くの誤謬の危険性が孕まれており、そこを切り抜けて抽象的な真理に到達したとしても、その多くは人間の道徳・政治・社会問題解決にとっては「役立たず（無為）」なものに過ぎず、「時間の浪費」だけを生むものであるといったように、その過程・目的にも欠陥を抱えていること、他方で作家・文士の類に至っては有害な逆説を武器に社会の四方で積極的に習俗を破壊していること、更にもっと大きな悪として、学問や文学・芸術は、常に「贅沢・浪費（奢侈）」と共に存在していること、そして奢侈・富が国家・習俗を腐敗させることは、ペルシアがマケドニアに敗れたことや、スキタイ人の強靭さ、ローマ帝国がゲルマン人に蹂躙されたこと、フランク人によるガリア征服、サクソン人によるイギリス征服、スイス人のブルゴーニュ家に対する勝利、オランダ人のハプスブルク家に対する勝利などで明らかなこと、またそうした富と称賛が尊重される社会では芸術家は世情に媚びた作品を作るようになり、そうした芸術の才能ばかりがもてはやされ、社会にとって有益な徳は軽視されること、またいかがわしい説を流布する山師のような哲学者たちや、入門書の類の著作が印刷術によって拡散され、人々を巻き込んで彼らの人生を台無しにしてしまうこと、フランシス・ベーコン、デカルト、ニュートンのような人々は、天賦の才能によって独力で自然から学び、人間の教師に教わったわけではないのであり、そうした才能を持ってない多くの凡人は、学問芸術の研究に関わるべきでないこと、などが述べられる。

## 日本語訳
- 『学問芸術論』前川貞次郎訳、岩波文庫、1968年
- 『ルソー選集 5』山路昭訳、白水社、1986年
  - 『ルソー全集 4』山路昭訳、白水社、1978年